# 二式陸上中間練習機

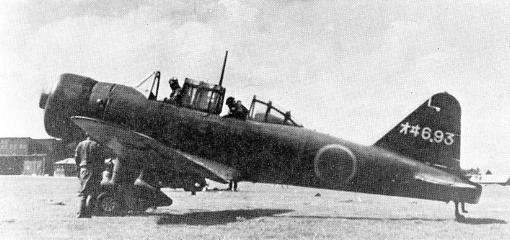

二式陸上中間練習機（にしきりくじょうちゅうかんれんしゅうき）は、第二次世界大戦中期から日本海軍で使用された練習機である。開発・製造は九州飛行機で、機体略番はK10W。連合軍コードネームは"Oak"。
九三式中間練習機の後継機として昭和18年6月に制式採用されたが、九三式中間練習機程活躍しないまま終戦を迎えた。

## 概要
九三式中間練習機が次第に旧式化してきたため、海軍は試験評価のため昭和13年にノースアメリカンNA-16（BT-9の輸出モデル）のNA-16-4R (NA-37)とNA-16-4RW (NA-47)を輸入していた。この機体を参考にして新型の中間練習機を開発するよう渡辺鉄工所（後の九州飛行機)に指示した。参考にされたNA-16は映画『ハワイ・マレー沖海戦』でアメリカ軍の戦闘機役として登場している。
14試陸上中間作業練習機と名づけられた試作機は、昭和15年1月から設計を開始し昭和16年4月に第1号機が完成した。主脚は保守的な固定脚だが金属製モノコック構造の胴体を持つ低翼単葉機であり、またエンジンの出力は九三式中間練習機よりも大幅に向上し、装備も近代化されていた。
しかし、飛行試験の結果、縦安定性が不足している上、突然錐揉み状態になるなどの難点が指摘された。渡辺では垂直尾翼の面積増大など各部に改良を加えた問題点を解決したが、この改修のため制式採用は初飛行から2年以上たった昭和18年6月になってしまった。生産は制式採用後は日本飛行機で行われたが、この頃には前線から退役した単葉機が中間練習機として用いられるようになっていた。大戦を通じて各国の作戦用戦闘機の性能が飛躍的に向上したことを反映して、従来の中間練習機クラスの機体から初等訓練を開始し、旧式化して第一線を退いた作戦機によって中高等訓練を行うようになったためである。その結果、初等練習には過剰スペックである一方、大戦後期の主力機とは性能に大きな開きがあり中間練習機としては物足りなくなった本機の必要性は薄れてしまっていた。また、安定性、操縦性、実用性では九三式中間練習機の方が優れていたため、本機の採用後もなお現場では九三式中間練習機の方を（しばしば初等練習機として）好んで使用する傾向にあった。
このような事情から、生産機数は176機という少数で終戦を迎え、このうち78機が終戦時に残存していた。

## スペック
- 全幅: 12.36 m
- 全長: 8.83 m
- 全高: 2.84 m
- 全備重量: 2,038 kg
- エンジン: 中島　寿2型改2 空冷星型9気筒  600 hp
- 最大速度: 282 km/h
- 航続距離: 830 km
- 実用上昇限度: 6,770 m
- 武装
  - 7.7mm機関銃×1
- 乗員: 2名